# Cayo Lobo
Cayo Lobo est une île de Porto Rico, rattachée à la commune de Culebra, située à environ 5 km à l'ouest de Culebra. Inhabitée, elle fait partie du Culebra National Wildlife Refuge.

## Géographie
Cayo Lobo fait 775 m de longueur et 440 m de largeur maximales. Il est entouré par des îlots encore plus petits que sont Cayo Lobito à environ 1,3 km au nord-ouest et Cayo El Mono à environ 800 m au sud-est.
Dépourvu de cours d'eau ou de sources, Cayo Lobo est inhabité de manière permanente.